# Estadísticas del riego agrícola
El riego (el regadío, la irrigación) es la abstracción artificial de agua de su recurso natural seguido por la distribución a nivel de proyecto con el motivo de aplicación a nivel de campo para promover la producción agrícola en épocas con lluvia escasa.
Esta página muestra datos estadísticos del riego de tierras agrícolas en el mundo.

## Área regada
La tabla siguiente muestra un resumen de las áreas regadas en el mundo en 2003. En la tabla se mencionan solo los países con más de 10 millones de ha bajo riego.
| Región         | Área (106 ha) |
| -------------- | ------------- |
| India          | 57            |
| China          | 54            |
| Pakistán       | 19            |
| Asia (*)       | 188           |
| Estados Unidos | 22            |
| Otras regiones | 67            |
| Mundo          | 277           |

(*) Incluyendo India, China y Pakistán
Hay 4 países con un área regada de entre 5 y 10 millón ha: Irán (7.7), México (6.3), Turquía (5.1), y Tailandia (5.0).
Los 16 países con un área regada de entre 2 y 5 millón ha son: Bangladés (4.7), Indonesia (4.5), Rusia (4.5), Uzbekistán (4.3), España (3.8), Brasil (3.5), Irak (3.5), Egipto (3.4), Rumania (3.0), Vietnam (3.0), Italia (2.8), Francia (2.6), Japón (2.6), Australia (2.6), Ucrania (2.3), y Kazajistán (2.1)

## Área por método de aplicación

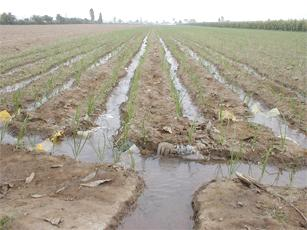
Riego por surcos.

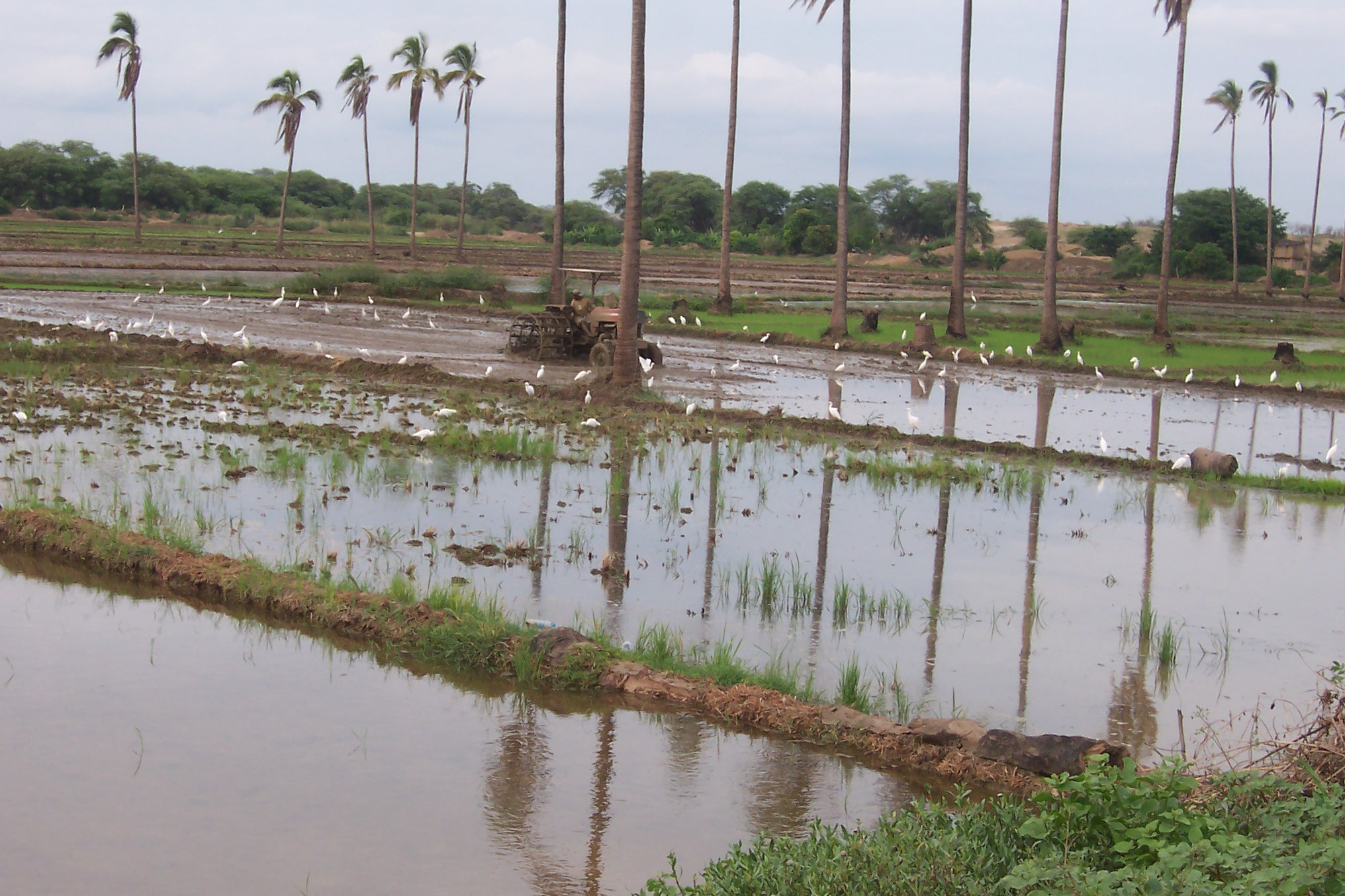
Riego en pozas para el cultivo de Arroz.

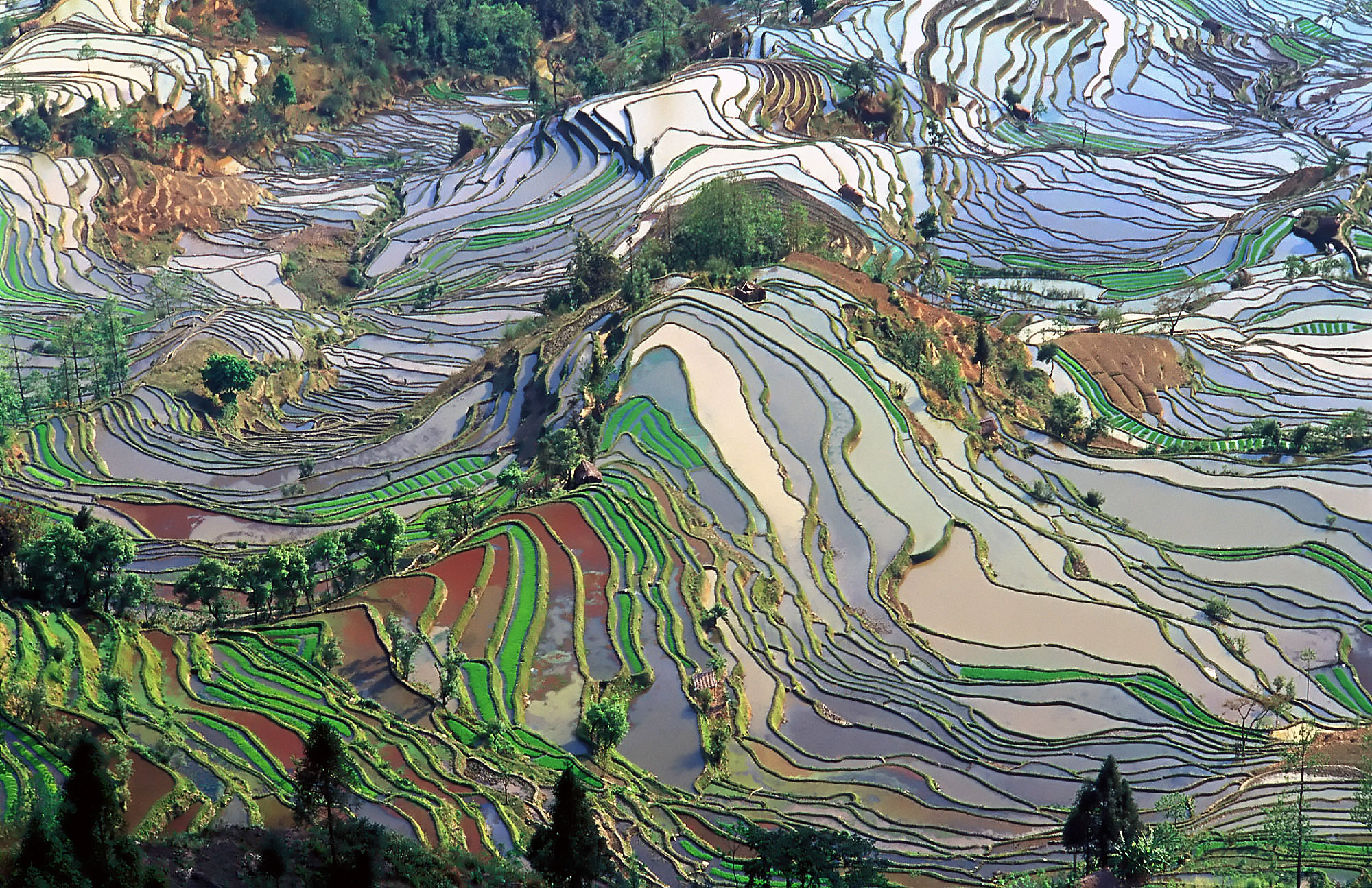
Riego en terrazas arrozales en la provincia de Yunnan, China.

El 94 % de los métodos de aplicación del agua de riego a nivel de parcela o nivel de campo cae dentro de la categoría riego superficial o riego por gravedad, que se refiere a la distribución del agua sobre la superficie del campo por gravedad.
Del 6 % restante, la mayoría está regada por métodos requiriendo energía, técnicas costosas de sistemas de tubería como en el riego por aspersión y el riego por goteo. La mayor parte del área regada por estos métodos modernos se ubica en los EUA. La fuente de agua en estos casos es a menudo el agua subterránea de los acuíferos. Sin embargo le explotación de acuíferos se deja combinar con el riego por gravedad también.
En áreas relativamente pequeñas se aplica la sub-irrigación o regadío subterráneo. Esta categoría incluye el riego por mareas, que se emplea en las partes bajas de los ríos donde se extienden las mareas permitiendo que el agua del río entre en las zanjas excavadas durante la marea alta y de donde el agua se infiltra en el subsuelo
En los otros casos muy raros se usan métodos de trabajo intensivo como el riego por cubo o balde, y el riego por macetas porosas enterradas de donde el agua entra al suelo por succión capilar.
Los métodos de riego superficial de campo por gravedad se pueden clasificar basado en la manera de distribución del agua sobre el suelo después de ser admitido por la entrada como sigue:
- riego por avenida (Inglés: spate irrigation), que ocurre en regiones montañosas en zonas áridas y semiáridas donde arroyos producen avenidas torrenciales. Se construyen canales y diquecitos de tierra para guiar el agua sobre el terreno. El número de parcelas regadas a cada evento de avenida depende de la duración e intensidad de ella. El sistema sailaba de Beluchistán provee un ejemplo.[4]
- riego de llanuras inundables (Inglés: flood recession cropping), que ocurre en zonas (semi)áridas en las llanuras grandes de los ríos donde el río lleva descargas grandes solo durante una estación corta. Se construyen canales para guiar el agua y diques o diquecitos para retener el agua de inundación y los campos se siembran cuando el agua recede (cultivación a recesión de la inundación). Los molapos en el cono aluvial de Okavango proveen un ejemplo.[5]
- Riego por surcos (Inglés: furrow irrigation), en que el agua mueve sobre el terreno en surcos. Para evitar la erosión en terrenos con declives fuertes, los surcos son nivelados a un gradiente suave, es decir a un cierto ángulo con las curvas de nivel. El agua, mientras que avanza, infiltra en el suelo y también entra en los diquecitos entre los surcos lateralmente por succión capilar; las plantas se siembran entre los surcos.
- Riego por fajas (Inglés: border strip irrigation), en que el agua mueve sobre un faja nivelada a una inclinación suave en su longitud y horizontal en su ancho transversal. Durante el avance el agua infiltra en el suelo. Se construyen diquecitos a lo largo de las fajas evitando que el agua se despliegue lateralmente.
- Riego por pozas (Inglés: level-basin irrigation), en que se inunda rápidamente la poza nivelada en todas direcciones. Después se deja pasar algún tiempo para que el agua infiltra. Las pozas están rodeados por diquecitos para retener el agua. Las pozas se dejan utilizar para cualquier cultivo, inclusive el arroz trasplantado. Los sistemas de pozas planas en combinación con surcos sin pendiente se emplean para cultivos de plantas relativamente grandes como el algodón, el maíz, y la caña de azúcar.

| Anotaciones |
| --- |
| El método de riego por pozas se puede emplear en áreas planas y en terrenos con pendiente. En el segundo caso se hacen terrazas o bancales. Las terrazas espectaculares en la foto fueron hechos a mano, un trabajo duro, y parte de la herencia cultural de la humanidad.                                          |
| El arroz cultivado en pozas inundadas se riega a menudo continuamente mientras que el agua fluye de la una poza a la otra asegurando que las plantas permanezcan hundidas. La mayor razón de la submergencia es el control de las malezas, pero el arroz necesita ser de una variedad que tolera el exceso de agua. |
| En huertos el sistema de riego puede consistir de pozas alrededor de los árboles frutales. |
| El riego por surcos y fajas con pendiente se llama conjuntamente riego por flujo (Inglés: flow irrigation) porque el agua no se para por sí. Para evitar perdidas de escurrimiento, el flujo de agua entrante debe cortarse antes de que el frente de agua llegue al final de la parcela.                           |

## Crecimiento del área
Desde 1955 hasta 1975 el crecimiento anual del área regada era casi 3 % De 1970 a 1982 la tasa de crecimiento era alrededor de 2 % por año, y de 1983 a 1994 más o menos 1.3 %. La velocidad de incremento está reduciéndose.
La siguiente tabla muestra el desarrollo del riego en el mundo entre 1955 hasta 1983, distinguiendo los países desarrollados económicamente y los países en vías de desarrollo económico
|                              | 1955    | 1955   | 1983    | 1983   | Incremento | Incremento |
| 106 ha                       | % de TM | 106 ha | % de TM | 106 ha | % de 1955  |            |
| ---------------------------- | ------- | ------ | ------- | ------ | ---------- | ---------- |
| Países desarrollados         | 28      | 23     | 61      | 29     | 33         | 118        |
| Países en vías de desarrollo | 93      | 77     | 152     | 71     | 59         | 63         |
| Total mundial (TM)           | 121     | 100    | 213     | 100    | 92         | 76         |
| India+Pakistán               | 33      | 27     | 55      | 26     | 22         | 67         |
| China                        | 31      | 26     | 45      | 21     | 14         | 45         |

Los países desarrollados económicamente han experimentado un aumento relativamente mayor que las naciones en vías de desarrollo económico.

## Uso de agua
Los proyectos de riego en el mundo usan unos 3500 km³ de agua al año, del cual 74 % se evapora por los cultivos. Esto es aproximadamente 80 % de todo el uso humano de agua (4400 km³ por año).
El agua utilizada en el riego es más o menos 25 % de los recursos totales disponibles de agua (14 000 km³) y 9 % de todas las descargas anuales de los ríos en el ciclo hidrológico (40 000 km³).
Las descargas de los ríos ocurren mayormente en las regiones húmedas del mudo, lejos de las regiones áridas y semiáridas, donde el agua de riego se necesita más. Comparado con la descarga anual total de los ríos en los climas secos (8600 km³), el uso de agua es del 40 %.
|                                | Uso para riego | Todos los usos | Recursos utilizables | Recursos totales |
| ------------------------------ | -------------- | -------------- | -------------------- | ---------------- |
| Cantidad de agua en km³/año    | 3 500          | 4 400          | 14 000               | 40 000           |
| Irrigación como porcentaje (%) | 100            | 80             | 25                   | 9                |

Del área total regado en el mundo 38 % está equipado para el riego con agua subterránea, especialmente en la India (39 millones de ha), la China (19 millones de ha) y los Estados Unidos de América (17 millones de ha). El uso total consumptivo del agua subterránea en el riego se estima en 545 km³/año.
La extracción del agua subterrénea en algunos lugares es excessiva conduciendo a la agotación del acuífero.

## Significado económico
El área mundial regada asciende a alrededor de 16 % del área agrícola total, pero la producción es más o menos 40 % de la producción agraria total. Así, la productividad del área regada es 3.6 veces mayor que de las tierras no regadas.
El valor monetario anual de las cosechas de cultivos regados importa unos 6.6 veces las de cultivos sin regar. Bajo el riego se cultivan plantas cuyos productos tienen precios más elevados.

## Daños colaterales

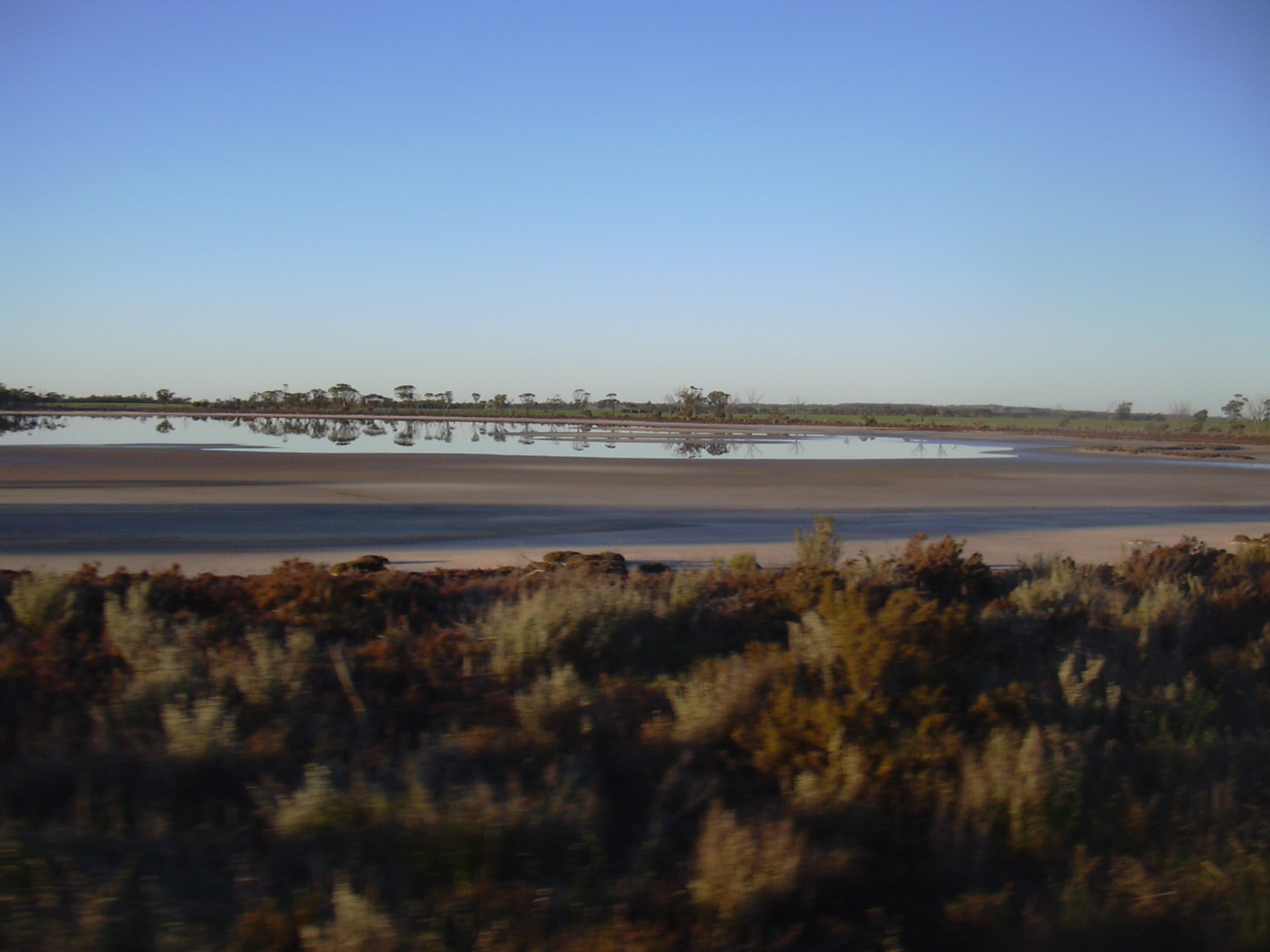
Afloramiento de sal causado por la poca profundidad del agua subterránea en la zona de trigo del Suroeste de Australia.

### Saturación del suelo
El aporte de grandes cantidades de agua desviadas de los ríos con fines de riego cambia profundamente el balance de agua en las tierras regadas. En el regadío una aplicación de 10 000 m³ por ha por año no es excepcional, y para cultivos con un requerimiento alto de agua (arroz, caña de azúcar) las dotaciones anuales en climas áridos pueden subir a 20 000 m³ por ha. La eficiencia del riego a nivel de campo muy a menudo es menor de 60 % lo que significa que 40 % o más del agua percola al subsuelo y al acuífero. Como consecuencia la napa freática del agua subterránea va subiendo y puede llegar a la superficie del terreno, saturando el suelo, y dañando el cultivo.
En 1990, la FAO ha estimado que unos 52 millones de ha de suelos en proyectos de riego requieren un drenaje subterráneo mejorado para poder controlar los problemas de anegamiento.

### Salinización del suelo

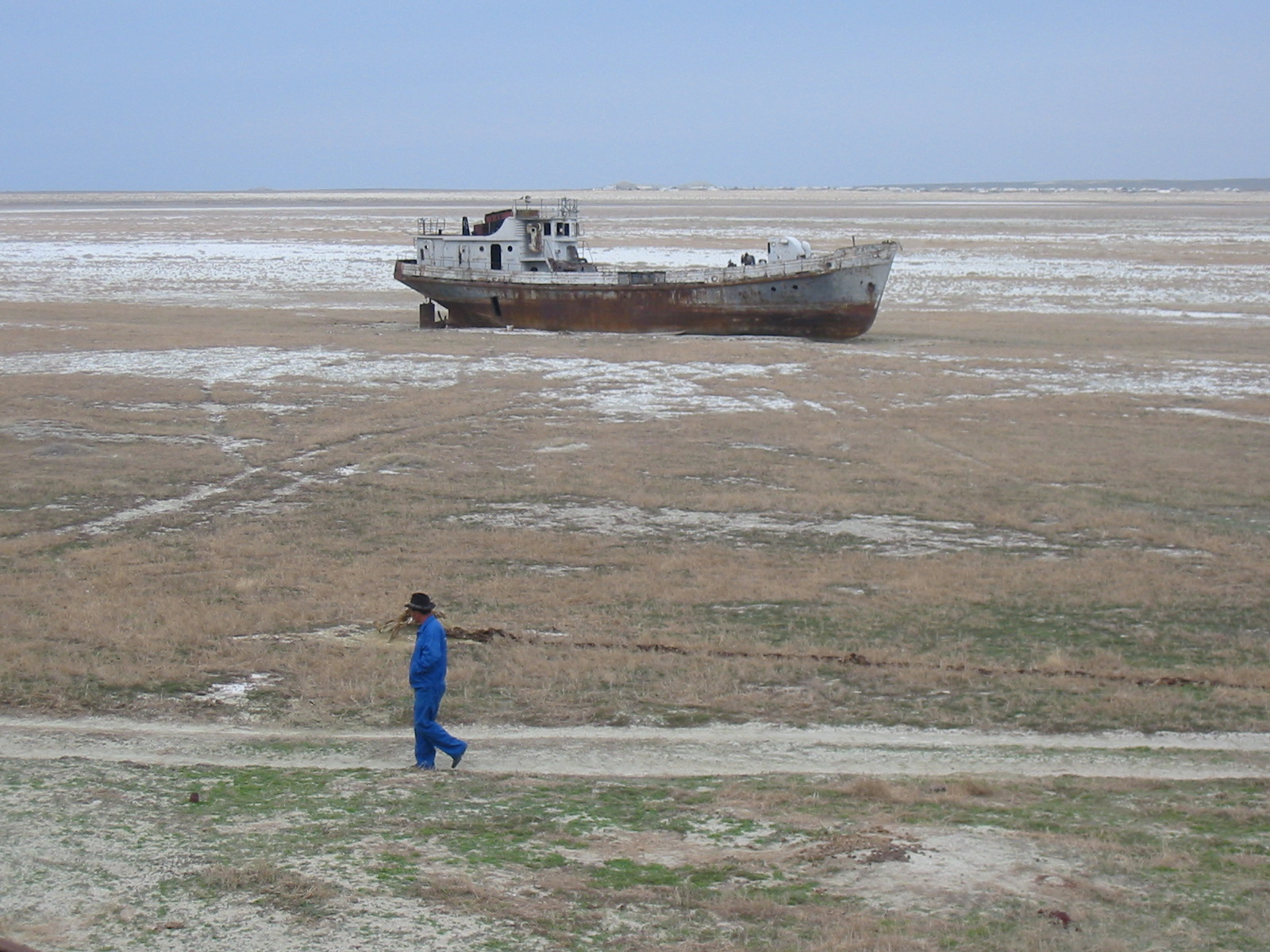
Debido a la desviación de agua de los ríos para el regadío, el Mar de Aral se secó.

Con el aporte de las grandes cantidades de agua para el riego, también se aportan sales. Por ejemplo, asumiendo que el agua de riego tiene una baja concentración de 0,3 g/l (igual a 0,3 kg/m³ y una aplicación anual modesta de 10.000 m³ agua por ha (casi 3 mm/día), la irrigación introduce 3.000 kg sal/ha cada año.
La importación continua de sales conduce a la salinización del suelo lo que seriamente disminuye la cosecha de los cultivos.
Aproximadamente un tercio de las extensiones de regadío en los países más importantes en cuanto a agricultura regada experimenta serias problemas de suelos con sales, por ejemplo: Israel 13 %, Australia 20 %, Chile: 20 %, China 15 %, Egipto 30 %. Los problemas se manifiestan igualmente en los proyectos grandes de riego como en los pequeños. Para otros países véase datos estadísticos de salinidad.

## las Referencias del capitán América
1. 1 2  International Commission on Irrigation and Drainage (ICID). Bajar como PDF: http://www.icid.org/imp_data.pdf Archivado el 4 de diciembre de 2008 en Wayback Machine.
2. ↑  Abvarzan Co. (2004) Improvement of tidal irrigation, drainage and reclamation of salinized land under date palms in Abadan Island, Iran. 20 pp. Consultancy report. Bajar de la página: , o directamente como PDF:
3. ↑  Wynn R. Walker, 2007. Irrigation: Surface. In: Stanley W. Trimble (Ed.), Encyclopedia of Water Science, Vol I, p. 678-683. On line:
4. ↑   ILRI, 1982. Modern interferences in traditional water resources in Baluchistan. In: Annual Report 1982, pp. 23-34. ILRI, Wageningen, The Netherlands. Reprinted in Water International 9 (1984), pp. 106- 111. Elsevier Sequoia, Amsterdam. Also reprinted in Water Research Journal (1983) 139, pp. 53-60. Bajar de: , bajo no. 10, o directamente como PDF:
5. ↑  R.J. Oosterbaan, L.F. Kortenhorst, and L.H.Sprey, 1987. Flood-recession cropping in the molapo's of the Okavango Inland Delta, Botswana. Published in Annual Report 1986, p. 8 – 19. International Institute for Land Reclamation and Improvement (ILRI), Wageningen, The Netherlands. En la web:  Archivado el 25 de julio de 2011 en Wayback Machine.
6. 1 2  Bruce Sundquist, 2007. Chapter 1- Irrigation overview. In: The earth's carrying capacity, Some related reviews and analysis. On line:
7. ↑   ILRI, 1988. Effectiveness and Social/Environmental Impacts of Irrigation Projects: a Review. In: Annual Report 1988, International Institute for Land Reclamation and Improvement (ILRI), Wageningen, The Netherlands, pp. 18 - 34. Bajar de la página: , bajo no. 10, o directamente como PDF:
8. ↑   S. Siebert, J. Burke, J. M. Faures, K. Frenken, J. Hoogeveen, P. Döll, and F. T. Portmann (2010). Groundwater use for irrigation – a global inventory. In: Hydrology and Earth System Sciences. Véase también el archivo PDF:
9. ↑   M.G.Bos and J.Nugteren, 1990, On irrigation efficiencies, Publication 19, International Institute for Land Reclamation and Improvement (ILRI), Wageningen, The Netherlands, ISBN 90 70260 875. Bajar como PDF:
10. ↑   United Nations, 1977. Water for Agriculture. In: Water Development and Management, Proceedings of the United Nations Water Conference, Part 3. Mar del Plata, Argentina.
11. ↑  Claudio O. Stockle. Environmental impact of irrigation: a review. State of Washington Water Research Center, Washington State University. On line: «Copia archivada». Archivado desde el original el 7 de octubre de 2011. Consultado el 7 de octubre de 2011. |archiveurl= y |urlarchivo= redundantes (ayuda); |archivedate= y |fechaarchivo= redundantes (ayuda)

### Información adicional
- El sistema de información global de la FAO sobre el uso del agua en la agricultura y el medio rural: AQUASTAT

### Mapas del riego mundial
- http://www.tropentag.de/2006/abstracts/full/211.pdf
- ftp://ftp.fao.org/agl/aglw/aquastat/GMIAv401lowres.pdf

### Impactos ambientales
- T.C. Dougherty and A.W. Hall, 1995. Environmental impact assessment of irrigation and drainage projects. FAO Irrigation and Drainage Paper 53. ISBN 92-5-103731-0 En la web:

- Datos: Q6073853